# カルロ・アルメッリーニ
カルロ・アルメッリーニ(イタリア語: Carlo Armellini, 1777年 - 1863年6月6日)は、イタリアのイタリア統一運動時代の政治家、弁護士、革命家、愛国者である。ジュゼッペ・マッツィーニ、アウレリオ・サッフィと並ぶ、1849年に樹立されたローマ共和国の三頭執政官である。

## 生涯

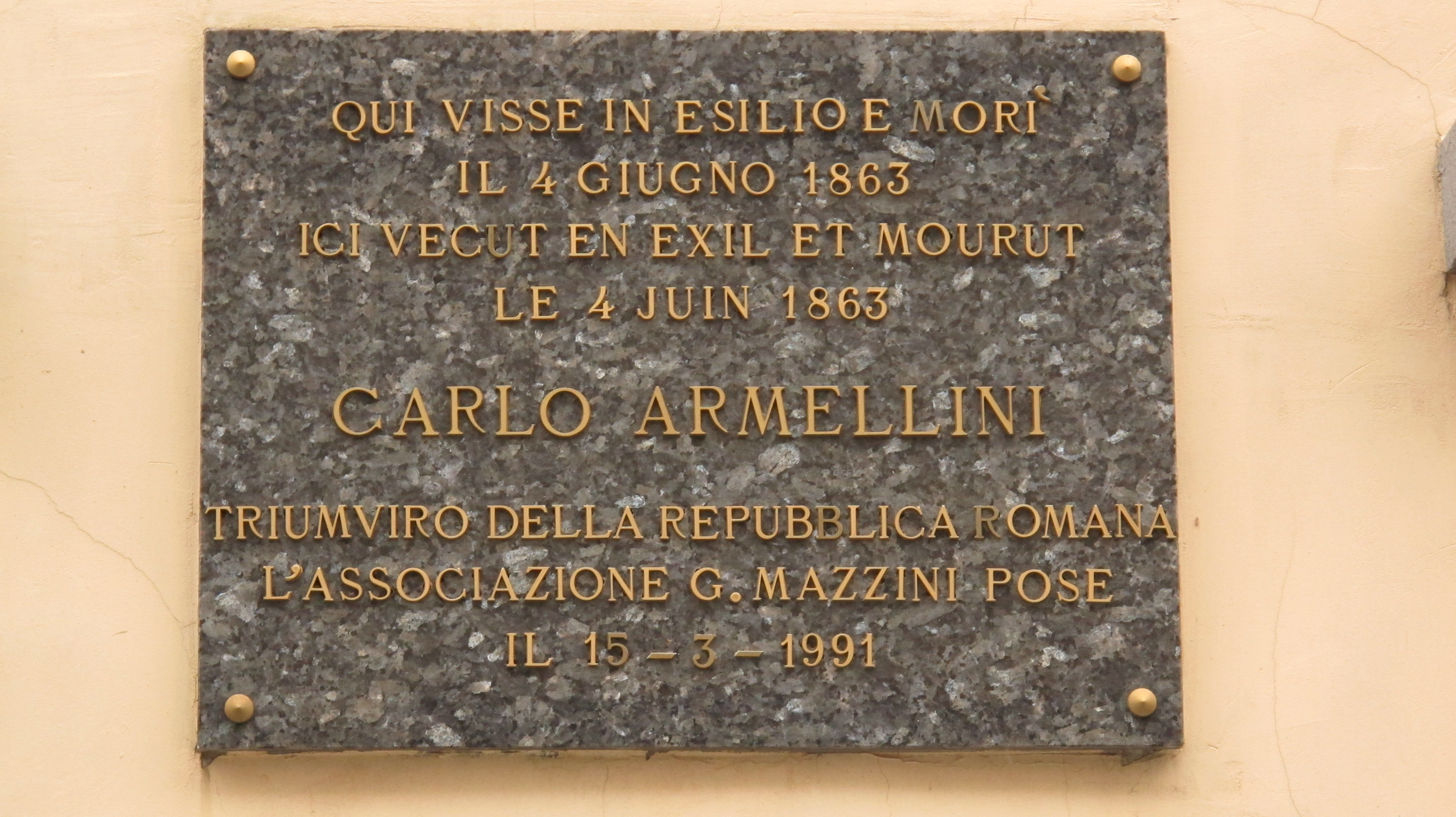
カルロ・アルメッリーニの旧宅を示す銘板

カルロ・アルメッリーニは1777年には教皇領ローマの裕福な家庭に生まれた。二番目の妻ファウスティナ・ブラッキ（イタリア語: Faustina Bracci)は画家で、彼女の父の友人であった枢機卿エルコール・コンサルヴィの支持を受け、弁護士としての活動をマルケで開始した。
政治的にはイタリア統一を絶対視しない穏健派で、当初は近代化に理解を示し「覚醒教皇」と称された教皇ピウス9世の諸改革を支持していた。
しかし後にジュゼッペ・マッツィーニが設立した青年イタリアと接近し、ペッレグリーノ・ロッシが暗殺されピウス9世が国外に逃亡したのちには、教皇領の内務大臣に就任して制憲議会を組織した。また新たにローマ共和国が建国されると、これに協力。1849年3月29日よりジュゼッペ・マッツィーニ、アウレリオ・サッフィと並ぶ三頭執政官として活躍した。弁護士であるアウレリオ・サリチェーティ、法学者のマティア・モンテッキとともに史上初めて死刑を禁止した「ローマ共和国憲法」の起草にも貢献。
フランスによるローマ共和国崩壊後は家族をイタリアに残してベルギーに亡命。1863年にはブリュッセル・サン＝ジョス＝タン＝ノードで死亡した。